# Adrian Piper
Pour les articles homonymes, voir Piper.
Adrian Margaret Smith Piper née le 20 septembre 1948 est une artiste et philosophe de tradition analytique américaine. Elle pratique la performance, la photographie, la vidéo, le dessin ou encore l’installation. Adrian Piper est considérée comme membre du mouvement de l'art conceptuel. Son travail artistique, montrant de multiples aspects, traite de questions liées à l'identité, au racisme ou, plus généralement, à la figure de l'autre dans la société et au rôle et à la constitution du soi. Parallèlement à son activité d'artiste, Adrian Piper possède également une pratique en tant que philosophe. Elle a publié de nombreux textes et ouvrages, tels que Ideology, Confrontation and Political Self-Awareness (1981), ainsi que les volumes Rationality and Structure of the Self: (Volume 1: The Humean Conception, Volume 2: A Kantian Conception), disponibles en libre accès. En outre, Adrian Piper pratique depuis longtemps le yoga et possède une grande connaissance de la spiritualité et philosophie hindoues.

## Biographie
Adrian Piper est née le 20 septembre 1948 à New York. Elle a grandi à Manhattan (Washington Heights) dans une famille de la classe moyenne. Adrian Piper vit et travaille à Berlin depuis 2005, où elle responsable du Berlin Journal of Philosophy et du Adrian Piper Research Archive. Depuis 1965, elle étudie et pratique le yoga. Elle devient brahmacārin en 1985.

### Éducation
Adrian Piper a étudié à l'École d'arts visuels de New York où elle a obtenu un diplôme d'associé en 1969. Elle a ensuite étudié la philosophie au City College of New York où elle a obtenu une licence en 1974. Elle a complété son master en 1977 et son doctorat sous la supervision de John Rawls en 1981 à l'université Harvard. Elle a également étudié à l'université de Heidelberg de 1977 à 1978 avec Dieter Henrich.

### Carrière académique
Adrian Piper a enseigné la philosophie à Georgetown, Harvard, l'université du Michigan, Stanford et l'université de Californie (San Diego). Depuis 1994, elle est Non-Resident Fellow de l'université de New York. De 1998 à 1999 elle est résidente au Getty Research Institute.  Ses principales publications concernent la méta-éthique, Kant ainsi que l'histoire de l'éthique. Elle a publié un livre en deux volumes en méta-éthique kantienne : Rationality and the Structure of the Self, Volume I: The Humean Conception, et Volume II: A Kantian Conception. En 1991, elle devient la première femme afro-américaine professeur de philosophie à recevoir le titre de professeur titulaire aux États-Unis,.

### Bourses et récompenses
Adrian Piper a reçu une bourse en arts visuels du National Endowment for the Arts en 1979 et 1982, et une bourse Guggenheim en 1989. En 2012, elle reçoit un Artist Award for Distinguished Body of Work du College Art Association. Elle a également reçu des bourses des organisations suivantes : AVA, NEA, NEH, Andrew Mellon, Woodrow Wilson, IFK et Wissenschaftskolleg zu Berlin Research. Elle a reçu la médaille Skowhegan et le New York Dance & Performance Award (the Bessie) .
En 2018, elle reçoit le prix Käthe-Kollwitz.

## Œuvre

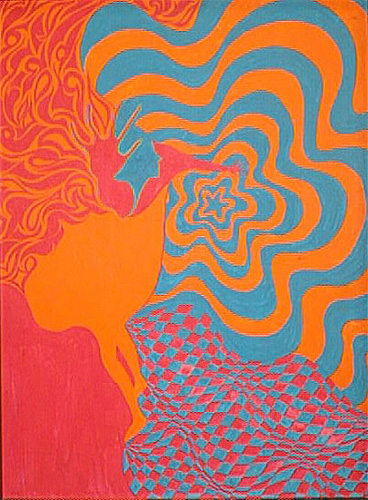
Alice Down the Rabbit Hole (1965)

Adrian Piper fait partie de la première génération d'artistes, conceptuels. Elle a commencé à exposer son travail internationalement dès l'âge de vingt ans. Elle a introduit des questions de race et de genre au sein du vocabulaire de l'art conceptuel . De plus, Adrian Piper est connu pour ses performances choquantes à propos de race tels que Catalysis (1970-71) et Mythic Being (1973); pendant ces performances l'artiste se déguise et se promène en pleine ville en filmant les réactions du public. Piper critique la société dans ses œuvres Calling Cards 1986, en effet, sur une des cartes, l'artiste dit en anglais  
«Dear Friend, I am not here to pick anyone up, or to be picked up. I am here alone because I want to be here, ALONE. This card is not entended as part of an extended flirtation. Thank you for respecting my privacy.». 
Ici, l'artiste critique l'attitude des hommes envers les femmes en public. Adrian Piper a aussi créé une série de portraits dont son autoportrait ci-dessous, ici l'artiste exagère ses traits « nègre » pour faire référence à ses origines. 

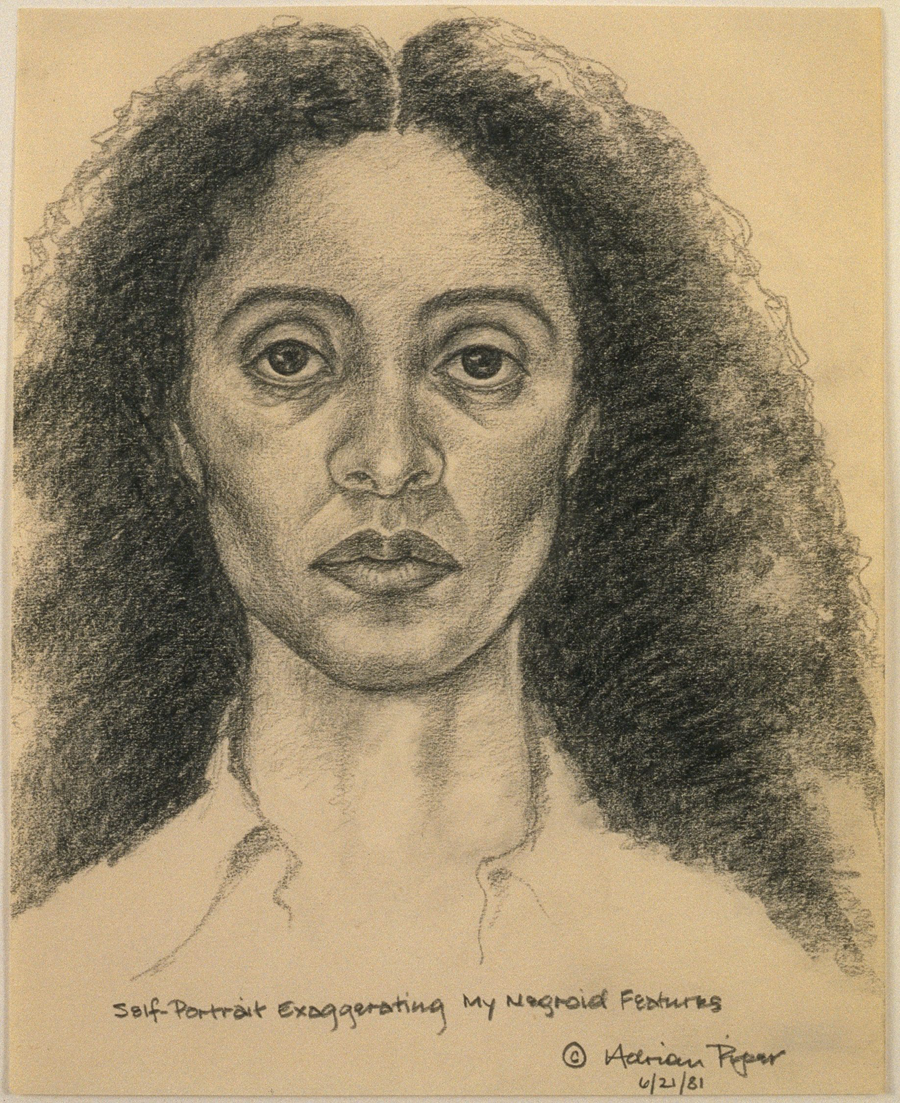
Autoportrait exagéré, Adrian Piper, 1981

### Premiers travaux
En 1965-67, Adrian Piper crée des LSD Paintings [Peintures LSD], certaines réalisées alors qu'elle était encore au lycée. Robert del Principe les expose pour la première fois en 2002 à la Galeria Emi Fontana à Milan . Pour Adrian Piper parler d'antihumanisme dans l'art conceptuel  est hors sujet. C'est une décision rationnelle et méthodique presque toujours intuitive. Une espèce de miroir, d'image de soi égoïste comme produit final.

### Expositions
| Année | Expositions |
| ----- | --- |
| 2018  | Adrian Piper: The Mythic Being |
| 2017  | The Probable Trust Registry: The Rules of the Game #1-3, Hamburger Bahnhof: Museum für Gegenwart, Berlin |
| 1999  | Adrian Piper: A Retrospective, 1965–2000, Center for Art, Design and Visual Culture, UMBC (traveling retrospective) |
| 1996  | NowHere, Louisiana Museum of Modern Art, Humlebaek, Danemark |
| 1994  | The Hypothesis Series 1968-70, Paula Cooper Gallery, New York |
| 1992  | Ur-Madonna, Expo '92, Monasterio de Santa Clara, Moguer (Huelva), Espagne ; Decide Who You Are, Grey Art Gallery, John Weber Gallery, Paula Cooper Gallery, New York                                                                                |
| 1991  | What It's Like, What It Is, #2, Hirshhorn Museum, Directions Gallery, Washington ; Adrian Piper: European Retrospective, Ikon Gallery, Birmingham, Angleterre (traveling show) ; Space, Time, and Reference 1967-1970, John Weber Gallery, New York |
| 1990  | Pretend, John Weber Gallery, New York ; Out of the Corner, Whitney Museum of American Art, Film and Video Gallery, New York |
| 1989  | Cornered, John Weber Gallery, New York |
| 1987  | Adrian Piper: Reflections, 1967-1987, The Alternative Museum, New York (traveling show) |
| 1980  | Adrian Piper at Matrix 56, Wadsworth Atheneum, Hartford, Connecticut ; Adrian Piper, Real Artways, Hartford, Connecticut |
| 1976  | Adrian Piper, Gallery One, Montclair State College, Montclair, New Jersey |
| 1969  | Three Untitled Projects, postal art exhibition, New York |

## Publications
- Out or Order, Out of Sight. Selected Writings in Art- Criticism 1967-1992, 1996  (ISBN 0-262-16156-7).
- Out or Order, Out of Sight. Selected Writings in Meta- Art 1968-1992, 1996  (ISBN 0-262-16155-9).
- Adrian Piper (dir.), Ideology, Confrontation and Political Self-Awareness: An Essay, 1981[17],[18].
- Textes d'œuvres et essais, Villeurbanne, Institut d'art contemporain, 2003  (ISBN 2-905985-65-8).